# Serge Raynaud de la Ferrière

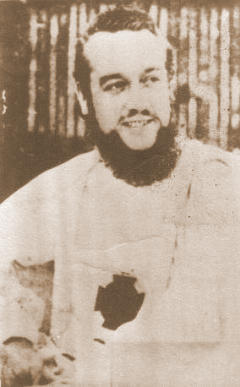
Serge Raynaud de la Ferrière (1930)

Serge Raynaud de la Ferrière (SRF) (* 16. Januar 1916 in Paris; † 27. Dezember 1962 in Nizza) war ein französischer Astrologe und Gründer einer neuen religiösen Bewegung, der Großen Universellen Bruderschaft.

## Leben
Serge Raynaud de la Ferrière wurde unter dem Namen Serge Justinien Raynaud geboren. Als Erwachsener fügte er seinem Namen „de la Ferrière“ als Pseudonym hinzu. Auf Webseiten seiner Organisation wird behauptet, er sei gräflicher Herkunft. Er verlor seine Mutter sehr früh und wurde von Verwandten aufgezogen. Sein Vater, der Belgier Georges Luis Constantine Raynaud, war technischer Zeichner,
der mehrmals verheiratet war. Daher hat er einen Halbbruder namens André Raynaud Hilaire (* 1937). Einige Tanten berichten, dass er in seiner Kindheit die St.-Luk-Schule in Brüssel besuchte. Er diente in der Armee vom 31. Juli 1935 bis zum 27. Dezember 1940.
Er interessierte sich für Esoterik und Yoga, speziell für die Prophezeiungen der Wiederkunft Christi und das neue Wassermannzeitalter.
Im Jahr 1944 heiratete er Louise Baudin (1912–2013), und beide arbeiteten als Hersteller und Vertreiber von Seifen und Parfüms.
Adrienne Victorine Louise Baudin war eine Tochter von Adolphe Eugene Beaudin und Louise Augustin André.
Nach einigen Begegnungen mit einer Persönlichkeit namens Soun-Woun-Koun in Paris im Jahr 1946
und nach Vergleich seines Geburtsdatums mit dem von Jesus, kam er zum Schluss, dass er der erwartete Messias sei und dass er die Ankunft des Neuen Zeitalters in Südamerika bekanntgeben sollte. Er begann das Buch „Die großen Beiträge“ zu schreiben mit seinen schriftlich niedergelegten Lehren, dem noch 97 weitere Bücher folgen sollten.
Nachdem er einen Film über Machu Picchu gesehen hatte, segelte er mit seiner Frau im November 1947 nach Amerika. Sie machten einen Zwischenstopp in Guatemala, um Verwandte von Louise zu besuchen, und kamen am 17. Januar 1948 in Caracas an.

## Die Große Universelle Bruderschaft
In Venezuela gründete Serge Raynaud die Große Universelle Bruderschaft (GUB), eine humanitäre Organisation, die zwei Achsen hat. Die erste umfasst den Orden mit den religiösen Aspekten. Dazu gehören ein eigener Kalender, eine Hierarchie mit ordinierten Priestern und Initiations-Graden, ein Tempel, Ashrams, Yogastudios und eine Übertragung der Lehren durch eine Meister-Schüler-Unterwerfung.
Die zweite Achse der Bruderschaft ist die Mission, eine Art Sozialhilfe für die Bevölkerung.
Serge Raynaud gilt als Pionier für die Einführung von Yoga in Südamerika.
Seine ersten Anhänger waren José Manuel Estrada, Juan Víctor Mejías, Alfonso Gil Colmenares und David Ferriz Olivares.

## Reisen
New York
Im Jahr 1949 entschloss sich Serge Raynaud, in Begleitung von einigen Anhängern nach New York zu reisen. Ziel der Reise war die Teilnahme an einer spirituellen Konferenz. Da er kein Visum zur Rückkehr nach Venezuela erhielt, entschied sich seine Frau, ihn in New York zu besuchen. Sie reiste ohne seine Zustimmung von Caracas nach New York, wo sie ihren Mann mit einer Geliebten überraschte, was zur gerichtlichen Trennung führte. Zeitungen wie Daily News und New York World-Telegram and Sun berichteten über den Fall.
Nach Europa und in den Fernen Osten
Im Februar 1950 verließ Serge Raynaud seine Frau und reiste mit einem seiner Anhänger nach Europa.
Er besuchte Amsterdam, Brüssel und Paris und reiste weiter nach Osten. Eine Weile lebte er in Indien, Ceylon und Tibet. In Burma behauptete er, dass er die Anerkennung als Bodhisattva von einem „Orakel-Mann“ und Delegierten des Dalai Lama erhalten habe.
Australien und Indien, Rückkehr nach Nizza
Während seiner Reisen schrieb er mehrere Bücher. Er malte Bilder in verschiedenen Techniken. Im Oktober 1950 reiste er nach Australien,
wo er versuchte, einen Zweig seiner Bewegung einzurichten. Nach seiner Rückkehr reiste er nach Norwegen, Belgien und England. 1952 unternahm er Reisen nach Ozeanien und Japan,
über die es keine genauen Informationen gibt. Am 5. März 1953 besuchte er nochmals Indien, wo er für neun Monate blieb und eine Kunstausstellung eröffnete.
Die Rückkehr nach Nizza fand im Jahr 1955 statt. Er starb im Jahr 1962 im Alter von 46 Jahren.

## Akademische Grade und esoterische Diplome
In seinen Werken, Briefen und in verschiedenen Zeitungsinterviews präsentierte Serge Raynaud einen Lebenslauf. Angefangen von einem belgischen Prix Ernest Rousille, mit dem er im Alter von 12 Jahren als bester europäischer Schüler angeblich ausgezeichnet wurde, und für dessen Existenz es keinerlei Indizien gibt, sind auch die übrigen Titel und Auszeichnungen, die er seiner Autobiografie auflistet, durchweg erfunden. Das Gleiche gilt für seine Liste von esoterischen Titeln.
Er behauptete, er habe die folgende Titel erworben: Biologielehrer, Doktor der Naturwissenschaften, Doktor der Sozialwissenschaften, Doktor in Psychologie, Doktor der Philosophie, Doktor in Theologie. Außerdem listete er Ehrenmitgliedschaften von mehr als 20 Organisationen auf. Einer seiner Adepten schreibt ihm folgende esoterische Titel zu, die ihm angeblich erteilt wurden: Sat-Guru, Bodhisattva, Illuminator des New Age, Sehr berühmter und ehrwürdiger Großmeister, Sovereign General-Großinspektor des 33. Grade, Erhabener gekrönter Coptic und hoher Khediva-Priester; Mahatma Chandra Bala Guruji, Sri Arhat, Kalki-Avatar, Tdashi Gis Sgan Carya Rinpoche, Eminent Papst der geistigen Richtung der Welt, Hoher Würdenträger der Weißen Bruderschaft, Most Illustrious Patron von Maha Kumbha Shanga, Paramahansa, Missionar des Wassermannzeitalters, der Imam-Mahdi, Maitreya Buddha.

## Schüler und Dissidenten
Serge Raynaud hatte vier Hauptschüler: José Manuel Estrada, David Ferriz Olivares, Gil Colmenares und Juan Victor Mejías. Der Erste und Zweite haben Dissidentenbewegungen geschaffen, während der Dritte und Vierte in der ursprünglichen Institution geblieben sind. Derzeit haben sich diese Dissidentenbewegungen ebenfalls aufgespalten, aber alle Anhänger nennen sich treue Unterstützer der Lehren von Serge Raynaud.
Luis Gonzalez Reimann führte im Jahr 2013 eine Untersuchung des Stammbaumes der Dissidentenbewegungen durch. José Manuel Estrada gründete 1967 in Mexiko die GFU Linha Solar, die etwa acht neue Dissidenten-Linien, vor allem in Mexiko, hervorbrachten. David Ferriz Olivares trat aus der GUB aus und gründete die Magna Fraternitas Universalis (Lima, 1990). Aus dieser Linie entstanden sieben Hauptzweige in Peru, Venezuela und Mexiko.
Heutzutage gibt es ein gewisses Maß an Aktivität des GUB und seiner dissidenten Gruppierungen in den folgenden Ländern: Argentinien, Australien, Bolivien, Brasilien, Chile, Kolumbien, Costa Rica, Ecuador, El Salvador, Spanien, USA, Honduras, Italien, Mexiko, Nicaragua, Norwegen, Panama, Paraguay, Peru, Puerto Rico und Venezuela.

## Werke
Seine 98 Werke wurden ins Spanische übersetzt und veröffentlicht.
Als wichtigstes Werk des Autors gilt: „Yug, Yoga, Yoghismo. Una Matesis de Psicologia“, das die gesamte Bandbreite des Yoga als psychophysikalische Synthese zum Ausdruck bringt. In einem weiteren Buch – „El Arte de la Nueva Era“ – kommentiert der Autor Kunstwerke und zeigt einige seiner eigenen Gemälde.

## Kommentare und Kritik
In Bezug auf die angebliche Anerkennung in Burma, die er durch einen Vertreter des Dalai Lama erhalten haben will erklärte das Büro des Dalai Lama, dass dieser 1950 keinen Vertreter in Burma hatte. In einem seiner Briefe schreibt Serge Raynaud, dass über die spirituelle Anerkennung in den Zeitungen berichtet worden sei. Nach umfangreichen Forschungen hat eine kleine Gruppe von Forschern der Biographie und der Werke von Serge Raynaud festgestellt, dass in Wirklichkeit der erwähnte „Orakel-Mann“ ein buddhistischer Mönch namens K.A.M.Tennissons und von estländischer Herkunft war.
Daraus folgt, dass dieser Mönch kein Repräsentant des Dalai Lamas ist, weder des vorherigen Dalai Lamas, Thubten Gyatso (1876–1933), noch des aktuellen Dalai Lamas, Tensin Gyatso (geboren im Jahr 1935). Außerdem gehörte Tennisons zu einer anderen Linie des Buddhismus (Theravada). Die Linie des Dalai Lamas ist der Mahayana. Es gibt weder einen Zeitungsartikel noch ein Dokument Tennissons, in dem er über ein Treffen mit dem Franzosen in Burma berichtet. Dieser Mönch hatte nicht die Gewohnheit, Artikel für Zeitungen zu schreiben. Daher ist die Behauptung, K.A.M. Tennisson habe Serge Raynaud als Bodhisattva oder Avatar 1950 in Burma anerkannt, nicht zu beweisen.
Mit Bezug auf die akademischen Titel gibt es akribische Recherchen durch Pamela Siegel in Bibliotheken und Universitäten von Frankreich, Belgien und den Niederlanden. Sie ergaben keine Hinweise auf akademische Titel; Serge Raynaud hatte nicht einen Hochschulabschluss.
Obwohl die 98 Bücher von Serge Raynaud interessante Themen erwähnen und esoterische Traditionen, Symbolik und Kunst umfassen, enthalten seine Werke viele Fehler und zahlreiche Plagiate. Ein markantes Beispiel dafür ist das Werk „El Chamanismo“. Fünfzig Prozent des Textes sind buchstäblich aus dem Buch „Le chamanisme“ des rumänischen Religionswissenschaftlers Mircea Eliade kopiert, und in den meisten Fällen zitierte er seine Quellen nicht.
Andere Autoren, von denen Serge Raynaud Abschnitte kopierte, ohne die Autoren zu zitieren, sind: Paul Le Cour, Neher, Burckhardt, Percheron usw. Außerdem kopierte SRF ein Gemälde von S. Roerich und hat den Urheber auch nicht erwähnt.
Es gibt auch eine große Anzahl von Fehlern in den theoretischen Aussagen von Serge Raynaud. Ein markantes Beispiel dafür ist die Berechnung der Eintragung in dem neuen Zeitalter des Wassermanns. Serge Raynaud behauptet, dass er den wissenschaftlichen Beweis habe: Laut ihm soll der Frühlingspunkt den „Anfang“ des neuen Zeitalters in der Konstellation von Wassermann ab 0° markieren, am 21. März im Jahr 1948. Jedoch die International Astronomical Union (IAU) erklärt, dass der Frühlingspunkt noch in der Konstellation von Piscis ist. Darüber hinaus zu versuchen, seine Berechnungen zu rechtfertigen, verwendete Serge Raynaud einige mathematische Formeln eines französischen Astronomen, die nichts mit der Berechnung der Präzession zu tun haben, weil sie zum Thema der Prismen gehören.
Die GUB kann als Neue Religiöse Bewegung (NRB) definiert werden, obwohl sie Elemente einer messianischen Religion enthält. Für seine Anhänger ist Serge Raynaud de la Ferrière der Messias, der Christus in seinem zweiten Kommen, der Avatar des Neuen Wassermann-Zeitalters. Allerdings halten ihn Ex-Mitglieder und externe Beobachter für einen raffinierter Betrüger.
Es gibt zahlreiche Webseiten, Blogs und Gruppen in sozialen Netzwerken, die mit Serge Raynaud und den verschiedenen Zweigen der Organisation zu tun haben. Die meisten Referenzen sind auf Spanisch, einige in Englisch, wenige in Portugiesisch, Italienisch und Französisch. Die „Lista del Maestre“ in Yahoo mit 2.800 Teilnehmern ist die größte Gruppe online und vereinigt mehrere seiner Unterstützer und Anhänger. Die verwendete Sprache ist Spanisch.